# スーパーマリオブラザーズ3
『スーパーマリオブラザーズ3』（スーパーマリオブラザーズスリー、SUPER MARIO BROS. 3）は、1988年10月23日に任天堂から発売されたファミリーコンピュータ用横スクロールアクションゲーム。スーパーマリオブラザーズシリーズの第3作目。アメリカでは1990年2月12日、ヨーロッパでは1991年8月29日に発売。
1993年7月14日にスーパーファミコンで発売された『スーパーマリオコレクション』に収録されている（2010年10月21日にWii版が発売された）ほか、2003年7月11日にゲームボーイアドバンスで発売された『スーパーマリオアドバンス4』に収録されたバージョンもある。
ファミリーコンピュータ版はバーチャルコンソール（VC）でWii、ニンテンドー3DS、Wii U向け配信に配信されたほか、ニンテンドークラシックミニ ファミリーコンピュータ、Nintendo Switch Online加入者向けのソフト『ファミリーコンピュータ Nintendo Switch Online』に収録されている。
ファミリーコンピュータ版はゲーム誌『ファミコン通信』の「クロスレビュー」にてプラチナ殿堂入りを獲得、またゲーム誌『ファミリーコンピュータMagazine』の「ゲーム通信簿」の「ロムカセット部門」においてキャラクター2位、操作性3位、熱中度4位、総合評価3位を獲得した。

## ゲーム内容
本作の登場キャラクターやアイテム・ルールなどの多くの要素は『スーパーマリオブラザーズ』『スーパーマリオブラザーズ2』を引き継ぎつつ、多彩なステージ、マリオの変身要素、キャラクターの追加が行われている。
難易度は前作『スーパーマリオブラザーズ2』のように極端な高難易度ではなく、序盤はコースや新システムに慣らすために比較的易しく、中盤から後半にかけて徐々に難易度が上がってゆく。そして、高難易度ステージへの対策として「難易度を和らげるマップアイテムの存在」「ステージをスキップできる手段の存在」等、アクションが苦手なプレイヤー向けの新システムが導入されており、前2作と比べて間口が広がっている。一方、前2作に比べステージ数が倍増しているが、バッテリーバックアップのセーブ機能やパスワードなどでゲーム進行を保存する機能は存在しない。救済措置として前2作と同様、ワープゾーンが用意されており、隠しアイテムの「笛」を使用することで任意のワールドにジャンプすることができる。
タイムカウントの減るスピードが遅くなり、1カウントが約0.4秒から約0.67秒になった。また、多くのステージがタイムカウント300となった。前作までは0になった瞬間ではミスにはならず（この時にゴールした場合はセーフ）1カウント後に1ミスとなっていたが、本作ではタイムカウントが0になった瞬間に1ミスとなる。

### アクション
基本的には前作までと同様のサイドビューのジャンプアクションであり、右方にあるゴール地点にたどり着くことが目的となっている。多くのステージは横スクロールで左から右に進むが、前作までと異なり、ほとんどのコースは進行方向に応じて左右両方にスクロールするようになり、一度通り過ぎて画面から消えた部分に再び戻ることができるようになった。これによって、逆戻りしないとクリアできないステージや、右から左に進行していくステージ、高さが2画面分または数画面分あり進行方向に合わせて上下方向にもスクロールするステージも登場する。これ以外に本作では進行方向にかかわらず一定のルートに従って自動的にスクロールする強制スクロールステージが新しく登場し、強制スクロールの方向や速度が途中で変化するステージもある。
前作からの変更として、マリオ（ルイージ）のジャンプ中の加減速が地上走行時並みに自由となった。これにより、ジャンプの自由度が上がった反面、着地位置の微調整が難しくなった。またダッシュ走行に加えて、ダッシュを続けパワーメーターを上げることでさらに速い走行が可能となった。そのほかノコノコ、パタパタの甲羅などを持つことができるようになり、持っている物を投げることもできるようになった。
水中での操作についてもブロックを叩いて壊したり、アイテムを出したりできるようになった。またステージ全体が水中になっている従来と同様の水中面のほか、部分的に水中を通る地上面が登場した。このため、地上から水中に飛び込んで泳いだり、水中からジャンプしたりできるようになった。
各コースのゴールには前作までのフラッグポールではなく、スロットブロックが設けられている。ここでスロットに触れるとキノコ、フラワー、スターのうちどれか1つの絵柄のカードがもらえ、残りタイムが得点として加算されステージクリアとなる。更に画面内の敵をコインに変える事ができる（画面上に敵が5匹以上いれば1人増えるボーナス）。カードが3枚集まるごとにプレイヤーの残り人数が1人増える。カードの絵柄が3枚同じものが揃うとファンファーレ（ブンブン・コクッパを倒してステージクリアした時のBGMと同じ）が流れてカードと同じ絵柄の花火が打ち上げられ、キノコの場合は2人、フラワーの場合は3人、スターの場合は5人増える。コースによってはスロットカードの代わりに、ボーナスステージや隠しステージで宝箱（後述）を獲得することによりクリアできる所もある。なお、宝箱を取ってステージをクリアした場合は、残りタイムは得点として加算されない。
パワーアップの状態も、従来のスーパーマリオ・ファイアマリオに加えて、しっぽマリオ・タヌキマリオ・カエルマリオ・ハンマーマリオ・クツマリオという状態にパワーアップすることが可能になった。これらの状態でのみ可能な操作もある。

### パワーアップ
スーパーマリオ・ファイアマリオについては前作とほぼ同様である。以下は、本作で導入されたパワーアップ状態である。なおスーパーこのはとファイアフラワーはチビマリオ状態で取るとスーパーマリオになる（マップ上でのアイテム使用時は、いかなる状態でも関係無くその当該状態に変身できる）が、それ以外のスーツ系（カエル・タヌキ・ハンマー）アイテムはチビマリオ状態でも一気に変身できる。
しっぽマリオ
スーパーこのはを取ることで変身できる。身体を回転させてしっぽで横の敵やブロックを打つことができ、ダッシュを続けてパワーメーターを満タンにすると、しっぽを回して空を飛ぶことができる。落下時でもゆっくりと降りることができる。パタパタの羽根使用時は常に飛行が可能（後述）。ただし、しっぽ攻撃は水中では使えず、ボスキャラクターには効果がない。
カエルマリオ
カエルスーツを取ることで変身できる。水中では沈まず、自由に移動できるほか、高速で泳ぐことが可能である。また、水流のある場所では水流に逆らってことができるなど、水中での移動の自由度が高くなる。その代わり、地上ではダッシュが出来なくなり、カエルのように跳ねて移動するようになる。ただし地上で甲羅などを持っている時は通常と同じように動くことができる。また、ワールド6のような氷面ではスリップしなくなるという特徴もある。
タヌキマリオ
タヌキスーツを取ることで変身できる。しっぽマリオの能力に加えて、地蔵に変身することができる。地蔵に変身している間は敵の攻撃を受け付けないが、一定時間が経過するとタヌキマリオに戻る。空中から地蔵になった状態で敵の上に落下すると、バブルやクッキーなど、通常では踏んで倒せない敵を倒すことができる。またパタパタの羽根使用時にエリア内でタヌキスーツを取ると、パタパタの羽根の効果がそのまま付いているタヌキマリオとなる。ただしマップ上でパタパタの羽根を使用した直後にマップ上でタヌキスーツを使用してもこの効果は付加されない。
ハンマーマリオ
ハンマースーツを取る事で変身できる。ハンマーブロスのようにハンマーを山なりに投げて攻撃することが可能になる。このハンマーはファイアボールより強力で、ファイアボールが効く敵ならばより少ない攻撃回数で倒せる他、ドッスンやテレサ、カロン、ネッチー等のファイアボールが効かない一部の敵をも倒すことができる。ただしコクッパは倒すことができない。
しゃがむとメットの甲羅のように、ファイアパックン等が吐き出すファイアボールを防げるようになる。ただし坂を滑り降りることはできなくなるが、ハンマーマリオ以外の状態で坂を滑り降りながらハンマースーツを取ると、滑るハンマーマリオを見ることができる。なお、ハンマーはダメージを受けたり他のマリオに変身すると画面から消える。
クツマリオ
5-3にのみ登場するクツクリボー の靴を奪い取ることで変身できる。他の変身と異なり、5-3コースクリア時に強制的に靴が消滅するため、5-3以外のコースでは使えない。変身と言うよりはむしろ乗り物に近い扱いであり、それまでのマリオの変身状態を上書きせずゴール時に靴を除いた状態になる。ただし敵に触れるとパワーアップ状態に関係なくチビマリオに戻ってしまう（リメイク版では靴が脱げるだけで、マリオ自体はチビマリオにはならない）。カエルマリオのように跳ねてしか移動できず、しっぽ能力も使えなくなり、物も持てなくなるが、パックンフラワーやトゲゾーなどの通常なら踏めない敵でも踏みつけ一撃で倒せるようになる。なお、ファイア攻撃およびハンマー攻撃は可能。ブラックパックンは倒せないが、無敵マリオのように上を歩くことが可能になる。
タヌキマリオの地蔵状態で靴を履くと、靴地蔵マリオとなり、移動もすることができるようになり、落下とタイムアップ以外では一切死ぬことがなくなる。ただし、土管に入ることができなくなる上、5-3コースは土管を経由してゴールに到達する構造であるため、靴地蔵マリオ状態のままでは事実上コースをクリアすることができなくなってしまう。この場合、近くの穴に落ちるかタイムアップを待って死亡するか、他のパワーアップアイテムを取って靴地蔵マリオ状態を解消するしかない。
カエルマリオ、タヌキマリオ、ハンマーマリオのいずれかの状態でワールドをクリアすると、クリア時の王様のメッセージが変化する。

## ストーリー
今回クッパが襲ったのはキノコ王国ではなく、キノコワールドに点在する別の7つの国。各国で自分の子供たち「コクッパ7兄弟」を率いてイタズラをし、挙げ句の果てに各国に古くから伝わる魔法の杖を盗み出し、王様を動物の姿に変えてしまった。マリオとルイージは7つの国を順に回り、魔法の杖を取り返していく。しかしゲーム途中でピーチ姫がクッパの本拠地で8つ目の世界である暗黒の国に連れ去られてしまうので、ピーチ姫を奪い返すことが最終目的となる。

## ステージ構成
ステージ構成は前2作と同様、8つのワールドの中に複数のステージが存在するという構造になっており、最終のワールド8にたどり着きクッパを倒せばエンディングとなる。従来と違い各ワールド毎にステージ数が異なるほか、これら通常ステージの他に特殊ステージやボーナスイベントなどが存在する。本作ではワールド毎に大きく世界観が異なり、それに合わせた多彩な仕掛けと構成を施されたマップが登場する。また、世界観に合わせて各ワールド毎に名前が付けられている。なお前作と同様、ゲームオーバー時にコンティニューにより、そのワールドの先頭から再開できるが、特定ステージクリアによって開通したルートの一部はそのまま維持されるため、多少のショートカットが可能。また、手持ちのアイテムはそのまま保持される。
ワールド1：草原の国 GRASS LAND
最初のマップ。コース数は少なく、各コースのマップ構成もオーソドックスで難易度は低め。ワープのための「笛」が隠されているステージが2つある。ここかワールド2で笛を2つ手に入れれば最短クリア（ワープゾーンを経て、ワールド8まで一気にワープ出来る）が可能となる。ボスはラリー。
ワールド2：砂漠の国 DESERT HILL
マップの広さは3画面に増え、流砂や竜巻の仕掛けや、ピラミッドなどが登場する。マップ上に土管のマスと岩が初登場。このワールドにも1本「笛」が隠されている。ボスはモートン。
ワールド3：海の国 OCEAN SIDE
水中コースが多い。それ以外にも、地面が水面に浮き沈みするステージもある。またマップにも仕掛けがあり、舟に乗って移動する場所がある他、一部の通路が跳ね橋になっていてコースクリアやミスの度に開閉を繰り返し、タイミング次第で通行できなくなる。日本列島らしき島がある。このワールド以降（ワールド6、8～9を除く）、砦が2か所登場する。ボスはウェンディ。
ワールド4：巨大の国 BIG ISLAND
巨大化したブロックや敵キャラクターが登場する。ボスはイギー。
ワールド5：空の国 THE SKY
地上マップ（前半、5-1～3、砦1か所）と雲の上のマップ（後半、5-4～9、砦1か所）に分かれ、両マップは塔のコースで結ばれている。雲の上はアスレチックコースが多く、様々なリフトが登場する。ボスはロイ。
ワールド6：氷の国 ICED LAND
ツルツル滑る氷の床が多い。また、このワールドは通常のコースが最も多く、6-10まであり、砦が3か所ある。難易度も全体的に高め。ボスはレミー。
ワールド7：土管の国 PIPE MAZE
ワールドマップもアクション面も土管が多く、パックンフラワーも多数登場。ハンマーブロスの代わりにパックン面が2ヶ所にある。ステージ全体にブラックパックンが敷き詰められたコース（7-7）や難易度の高い水中コース（7-4）も存在する。ボスはルドウィッグ。
ワールド8：暗黒の国 CASTLE OF KUPPA
最終エリアで、クッパの本拠地。各コースの難易度も高く、戦車や戦艦などといった兵器も登場する。なお、このエリアにはキノピオの家や隠しキノピオの家が一切なく（条件を満たしても無効）、アイテムを入手できるのは戦車1とトラップゾーンのみ。通常のコースは8-2までしかなく、ワールド中盤にあり、8-1・8-2共に地上面であるがBGMは地下面のものが流れるようになっている。ボスはクッパ。
ワールド9：ワープゾーン WARP ZONE
実質的には上記の8ワールドで構成されているが、笛を吹いたときに登場するワープゾーンでは画面上のワールド数表示がWORLD 9となっている。海に囲まれた島にワープ用の土管があるのみで、アクションゲームパネルその他の要素は存在しない。
横3列の構成で上段はワールド2,3,4、中段はワールド5,6,7、下段はワールド8となっており、笛を使った時点のワールドで、上～下段どこへ行くのかは予め決まっている。
ワールド1で使った場合のみ上段(=ワールド2,3,4)、ワールド2～6で使った場合は中段(=ワールド5,6,7)、ワールド7～9で使った場合は下段(=ワールド8)となっている。そのため笛を2本連続使用した場合、下段(=ワールド8)へ行くことになる。またワールド6で使用した場合のみワールド5への逆ワープが可能で他のワールドでは不可能。

### マップ
本作では8つのワールドにマップが導入された。マップ上には各ステージがすごろくのマスのように配置されており、マリオはマップ上の道を移動して任意ステージに進むことができるようになった。マップ状のルートは一本道ではない場所もあり、そこでは苦手なステージを回避して別のルートをたどって進むこともできる。全てのステージをクリアする必要はなく、各ワールドにいるボスを倒すと、まだクリアしていないステージが残っていても次のワールドに進む。ただし、ステージをクリアしないとその先に進むことはできない（特定のアイテムを使った場合は除く）。

#### 通常ステージ（アクションゲームパネル）
通常ステージは「コース」と呼ばれ、マップ上では「アクションゲームパネル」として配置されている。コースをクリアするとパネルは「クリアパネル」に変化し、そこを通過できるようになる。このようにしてアクションゲームをクリアしつつ進んでゆき、マップ上に存在する城に到達し、さらにコクッパを倒すと、動物に変えられた各王様が元の姿に戻りワールドクリアとなる。クリアすると次のワールドへと進む。本作では一度クリアしたステージを再度プレイしたり、前のワールドに戻ったりすることはできない。ワールド8の最後の城でクッパを倒せば全ゲームクリアとなる。アクションゲームパネルは、基本的に各コースを番号順にクリアしないと城にたどり着けないような配置となっているが、ところどころ迂回路や分岐などがあり、必ずしも全てのコースをクリアしなくとも城に到達しワールドをクリアすることができることがある。

#### その他マップ上の施設
マップ上には、上記アクションゲームパネル以外に、各種ミニゲームが施設として導入され、アイテムや残機を獲得できる機会が増えた。
キノピオの家
アイテムを手に入れる事ができるイベント箇所。マップ上に固定して存在。3つの宝箱から1つ選ぶとアイテムが手に入る。外観は通常は茶色（ワールド5後半とワールド6では青）だが、中には赤いものもあり、こちらの方が比較的希少価値の高いアイテムが手に入りやすい。一度入るとクリアパネルとなり、もう一度入ることはできない。訪れる場所によって3種類のアイテムは決まっているが、どのアイテムがどの宝箱から手に入るのかはランダムで決まる。またどれを選んでもある1種類のスーツのみが手に入る（＝確率100％）キノピオの家が6か所存在する。
また、特定のアスレチック面で規定以上のコインを取ると出現する「白いキノピオの家」（リメイク版では青色）もあり、こちらは宝箱は1つしかないが貴重なアイテムを入手できる。通常のキノピオの家と異なり、重なると自動的に開始となり、一度入ると消滅する。奇数ワールドではパタパタの羽根、偶数ワールドではイカリを入手できる。
スペードパネル
プレイヤーの人数を増やすチャンスがある絵合わせゲームを遊べるパネル。マップ上に固定して存在。上中下の3つのレーンの動きを止めて絵を合わせる。合わせた絵柄がスーパーキノコの場合は2UP、ファイアフラワーは3UP、スーパースターは5UPになる。絵柄が揃わなかった場合はハズレ。一度入ってゲームを遊ぶと結果問わずにクリアパネルとなり、もう一度入ることはできない。
Nマークスペードパネル
神経衰弱ゲームにより、アイテムやコイン、残機補充が得られるイベント箇所。8万点獲得ごとに、ステージクリアのタイミングで直前にクリアしたパネル上に出現する。
重なると自動的に開始。18枚のカードをめくり合わせる。同じ絵柄のカードを合わせると、その絵柄のアイテムなどをもらえる。2回お手つきをすると終了し、次回パネルが出現したときに前回までに合わせたカードが表示された状態で持ち越し、再スタートとなり残っているカードをめくり合わせることになる。全てのカードをめくり合わせると終了し、次回は別の配列でスタートする。カードの配列は8種類ある。
土管
マップ内の離れた場所へ行く時に使用。土管の中は1画面分の地下ステージ（ワールド5を除く）になっており（敵はいない）、入ったところと反対側にある土管に入れば移動できる。基本的に入ったところと同じ土管に入ることも可能。
なお、FC版では土管の中でも制限時間があり、時間切れまで放置するとミスになる。
閉ざされた扉
マップ内にある鍵穴のある扉。砦（及びワールド8の戦艦・高速飛行船・戦車2）のボスのブンブンを倒してマジックボールを取ると対応した場所のものが消滅し、扉の先を越えて移動できるようになる。場所によっては、扉が消滅するのみならず橋がかかる部分もある。ゲームオーバーしてコンティニューしてもこの扉は復活しない（橋がかかる場合は橋もそのまま残る）。
ハンマーブロス（ブーメランブロス・ファイアブロス・ヒマンブロス）
1画面のみからなる特殊なアクションゲームステージで、ステージを開始するとブロスと戦うことになる。コースをクリアもしくはミスするたびにマップ内をランダムで移動する。マップ上でブロスのいる場所に行くと、Aボタンを押さなくても強制的にステージ開始となる。また、マリオ（ルイージ）がコースをクリアもしくはミスしたあと、マリオ（ルイージ）のいる場所にブロスが移動した場合、強制的にステージ開始となる。
ハンマーブロスが相手の場合はレンガブロックが配置され、叩くとスーパーキノコかファイアフラワー、スーパーこのは、1UPキノコ（ワールド5のみ）、10コインブロック（ワールド5のみ）が出現することがある。なお、これらが出現する条件はマップ上のハンマーブロスの位置によって決められている。
倒すとアイテムの入った宝箱がもらえるが、クリアしても通常ステージのようにクリアパネルにはならず、単に消滅する。オルゴールで眠らせることで回避することができる。出現するブロスの種類と数はワールドごとに決められている。
ワールド毎に対戦時の背景が変化する。ワールド3では、マップ上の水上で対戦すると地面から1キャラ分が水で覆われる。スーパーマリオ以上の状態では地上と同様に移動できるが、チビマリオの場合は水中の移動となるため移動が不自由になる。ワールド7には登場せず代わりにパックンフラワーが登場する（後述）。
宝船
ハンマーブロスがいるワールド1・ワールド3・ワールド5・ワールド6において、所持コイン枚数をゾロ目にし、かつスコアの10の位の数が同じになるようにしてコースクリアする（ゴールしたときに残りタイム1秒＝50点としてスコアが加算されるので、これも調整する必要がある）と特定のハンマーブロスが変身して出現する。この特定のハンマーブロスを既に倒していた場合は、条件を満たしても何も起きない。
強制スクロールのアクションゲーム形式だが、最後に登場するブーメランブロス2体を除いて敵が全く出現しない。168枚のコインと隠し1UPキノコがあるほか、ブーメランブロスを倒すと宝箱がもらえる（中身はブロスの本来のアイテムと同じ）。このステージのチャンスは1回限りで、ミスをすると元のブロスに戻ってしまう。また、ブロスと同様クリアすると消滅する。
砦
マップ上の要所に存在するアクションゲームステージ。ステージ最後にブンブンが待ち構えており、これを倒しマジックボールを入手すると灯りが点滅し、クリアのタイムボーナス直後に砦が崩れ、閉ざされた扉が消えたり橋が現れたりして道が開ける。
ワールド1の砦は隠し通路を通るとブンブンを倒さずにクリアすることもできるが、その場合、砦は崩れるものの扉は開かないままとなる。
城
ワールド1からワールド7までの最終目的地（最後のワールド8のクッパの城については後述）。キノピオと動物や虫（ワールド7はパックンフラワー）に変えられた王様がいる。初めて入ったときはすぐに飛行船のコースに進む。リメイク版では王様がヨッシーやドンキーコングJr.など、別のマリオシリーズのキャラクターに変更されている。飛行船移動後に再度城に入りキノピオと会話ができるが、2人プレイの場合は、コースクリアやミス時と同様にマリオとルイージが交代となる。
ワールド1：犬（リメイク版：ガラゲーロ）
ワールド2：毛虫（リメイク版：ターペン）
ワールド3：カッパ（リメイク版：ライタ）
ワールド4：怪獣（リメイク版：ドンキーコングJr.）
ワールド5：鳥（リメイク版：トンドル）
ワールド6：アシカ（リメイク版：チョロプー）
ワールド7：ファイアパックン（リメイク版：ヨッシー）
飛行船
ワールドのボスであるコクッパがいる船。強制スクロール形式のアクションゲームステージ。最奥部でコクッパを倒すとワールドクリアとなり、魔法の杖を取り返して王様が元の姿に戻る。
初回時は城に入ることでステージ開始となるが、ミスする度に飛行船がマップ内のどこかへ逃げていき、飛行船のアイコンに重なると強制的にステージ開始となる。隠しアイテムのイカリを使えば、飛行船の逃走を止めることができる。
今作で新登場したコクッパは3回踏みつけることで倒すことができる。前作までと異なりマリオ（ルイージ）のパワーアップ状態にかかわらず倒すことができる一方で、躱したり強行突破したりして戦わずに後方に進みゴールする戦法は使えなくなった。
砂漠
ワールド2のみ出現するアクションゲームステージ。一定区間で竜巻が巻き起こり、コース途中から背景の太陽が襲い掛かってくる。
ピラミッド
ワールド2のみ出現するアクションゲームステージ。入り組んだ構造の地下ステージとなっている。
塔
ワールド5のみ出現するアクションゲームステージ。ワールド5では地上と天空の2つのマップがあるため、両マップを結ぶために地上マップに設置されている。
砦のような構造だが、ボスのブンブンはいない。屋上にある土管に入ると雲の上のマップに移動する。なお、雲の上のマップから地上に戻る場合は雲の上のマップに設置されている土管を通ることで移動できる（塔の内部を通過する必要はない）が、再び天空に行くには再度このステージをクリアしなければならない。
パックンフラワー
ワールド7のみ2か所に出現する特殊なアクションゲームステージ。ステージは短いが、パックンフラワーやブラックパックンが多い上に、スーパースターなどのアイテムも出現しない。通常のコースと区別してパックン面と呼ぶことがある。最後の部屋に入るとアイテムが入った宝箱が出現し、取ればコースクリアとなる。ハンマーブロスと同様、重なると強制的に開始となるが、オルゴールでしばらく眠らせることでスルーできるほか、クリアすると消滅する。ただしブロスのように移動することはない。
戦車・戦艦・高速飛行船
ワールド8のみ出現するアクションゲームステージで、マリオが触れると強制スタートになる。マップ上に固定して存在するが、クリアしてもクリアパネルとはならず単に消滅する。砲台（弾丸、ボム兵）・プー・バーナーが主な敵キャラ・障害物で、難易度は平均的に高い。戦車1ではブーメランブロス、戦艦・高速飛行船・戦車2ではブンブンがそれぞれ最奥部で待ちかまえている。戦車1ではブーメランブロスを倒すとスーパースターの入った宝箱が出現する。戦艦・高速飛行船・戦車2では砦と同様、ブンブンを倒しマジックボールを取ると、閉ざされた扉が消える。ワールド8では通常のコースが少ない代わりにこうしたステージが多数ある。
ミステリーゾーン
ワールド8のみ出現するアクションゲームステージ。トラップとも呼ばれる。怪しげな渦が5つ連なっており、その内の3つがコースとなっている 。そのときの運により素通りできる場合と謎の手によって引きずり込まれる場合とがある。手に引きずり込まれた場合は強制的にステージが始まる。引きずり込まれなかった場合も、任意でAボタンを押して自らステージに挑むことができる。ブロス系敵キャラ面・バブル面・プクプク面があり、最後の部屋には3つのステージ共通でスーパーこのはが入った宝箱がある。リメイク版では全クリア後に再挑戦できるようになる（謎の手は出現しない）。
クッパ城
ワールド8並びに本作の最終ステージ。他のワールドの城と異なり、飛行船のコースには進まずそのままアクションゲームがスタートする。最後の部屋（途中でルートが分かれるため、2種類存在する）でクッパを倒すと、エンディングへの道が開ける。

#### ワープ
前作までと同様、ワープによるショートカットが存在するが、本作ではワープゾーン専用のマップが用意されており、隠しアイテムの「笛」を使ってワープゾーンに飛び、そこにある土管に入ってワープする。ワープゾーン（ワールド9表記）は通常のワールドマップと同様のトップビューのマップであるが、ワープ用の土管のみがあり、アクションゲームその他の要素は存在しない。
ワープゾーンはそれぞれ、ワールド2から4、5から7、そして8の3つのエリアに区切られており、1度のワープですべてのワールドを自由に選ぶことはできない。行先はどのワールドで笛を使うかで決定され、マリオがワールド1にいるときに笛を使うとワールド2～4に、マリオがワールド2から6にいるときに笛を使うとワールド5から7に、マリオがワールド7にいるときに笛を使うとワールド8にそれぞれワープできる。ワールド8にいるときに笛を使うと、ワールド8の最初にワープする。
加えて、ワープゾーンにいる状態でもう一度笛を吹くとワールド8にワープすることができる。笛は序盤のかなり早い段階で2本手に入れられるため、これを利用すれば序盤から一気にワールド8へワープすることが可能である。

## 地形構成要素
前作と同様、ブロックや土管、雲などで地形が構成されている。特定のブロックを叩くとコインやアイテムが出現する点も同様である。ただし、バリエーションは前作より豊富になっている。

### ブロック・足場
木目ブロック
木でできたブロックで、足場にできるが壊せない。横から触れると弾き飛ばされるものもあり、弾き飛ばされるのと同時にアイテムが出現することもある。
レンガブロック
前作までのブロックと同様のブロックで、スーパーマリオ以上で下から突き上げることで破壊できる。本作ではしっぽマリオで横から攻撃しても破壊できるようになった。コインやアイテムが入っているものもある。今作ではこれに化けたマメクリボーも登場している。ワールド4には巨大レンガブロックがあるが、しっぽでは壊せない。
白ブロック
白いレンガブロックで、甲羅と同様、持ち運び可能。持って一定時間が経過すると消える。投げて敵にぶつけて倒すことができるが、壁や土管などに当たると甲羅のように跳ね返らず砕けて消滅する。これを武器にするメットもいる。（このブロックには、魔法の力がこもっているらしい）
ジャンプブロック
4分音符が書かれた白いブロックで、横から触れると跳ね飛ばされるものとそうでないものが存在する。乗ってタイミング良くAボタンを押すと大ジャンプする。アイテムが出てくることもあり、上に乗った場合はアイテムが下から出てくる。今作では前作までにあったジャンプ台は登場せず、これがジャンプ台の代わりになっている。
スーパージャンプブロック
オレンジ色のジャンプブロックで、乗ってタイミング良くAボタンを押すと、大ジャンプして上方の画面の外に飛び出し、ボーナスステージに行ける。
巨大ハテナブロック
隠し部屋にある普通の4倍（縦横2倍）の大きさのハテナブロックで、1UPキノコ3個や変身スーツなど、有用性の高いアイテムが入っている。同じ巨大ハテナブロックからは常に同じアイテムが出現する。
ワールド4でも大量に登場するが、ワールドのテーマに合わせて通常のブロックが巨大化しただけであり上記のような要素はない。
隠しブロック
『1』『2』同様、ステージ内に見えない状態で隠されているブロックも存在し、隠しブロックのある場所を下から通過しようとするとブロックが現れる。コインが入っている場合と、アイテムが入っている場合とがある。
なお、未出現時は当たり判定もないので、そこに乗ることなどはできない。ブロックのかわりにジャンプブロックやスーパージャンプブロックが出現する場所もある。
半当たり地形
角の丸い長方形パネルの四方に鋲を討ったようなデザインの足場。肌色（リメイク版以降は橙）や白、水色など様々な色があり、多くのアクションステージに存在する。下から上へはジャンプで通過することができる。
白い足場の上に乗って5秒間しゃがみ続けるとそのまま足場の裏側に落ち、一定時間、背景の裏側に行くことが出来る。背景の裏側では、背景の表側にいる敵に触れてもダメージを受けない。
飛行船ではコンテナを象ったデザインとなっている。
雲ブロック
一方通行であり、下から上へはジャンプで通過することができるが、上から下へは通過できない。
氷ブロック
ワールド6に出現する足元が滑るブロック。コインやブラックパックンが氷に閉じ込められているブロックもあり、ファイアーボールで溶かすことができる。
土管
旧作同様の移動手段も兼ねたオブジェ。パックンフラワーも生息している。水中ステージでは水流が出てくるものもある。
本作では、横向きの土管からもパックンフラワーが登場することがある。また、上向き土管にも入れるようになった。途中で折れ曲がっている土管も存在する。
細い土管もあちこちにあり、入ることができない他に、ブラックパックンが出没することもある。

### リフト
木目リフト
スタンダードなリフトで、空中に浮いており、一方向に動くもの、往復するもの、乗ると動き出すもの、乗ると落ちるものなどがある。
回転リフト
緑の球を軸として赤い球を一列に連ねた形のリフト。足場と障害物を兼ねており、回転に巻き込まれると弾き飛ばされる。
一定時間ごとに回転と停止を繰り返すもの、回転はしないが乗ると傾いていくもの、常に回転しているものがある。
これの元になったものが、『バルーンファイト』に登場する。
レールリフト
アスレチックステージに多く存在する、レールに沿って移動するリフト。レールの端で停止しており乗ると動き出すものや、一方通行でレールの終端に達するとそのまま落ちてしまうものもある。（敵を踏んでこのリフトに着地を繰り返すとなぜか無限1UPができる）
ちくわリフト
半分の丸に穴が開いた形をしたリフトで、乗るとしばらくふるえ、そのままずっと乗っていると落ちる。リフトから離れた瞬間にふるえが止まるため、上でジャンプし続けることで落下を防ぐことができる。また、リフトの突端に立つとふるえず落下しない。
足場のない空中や溶岩などの上に多く配置されている。
ふしぎリフト
矢印の書かれたリフト。マリオが上に乗ると同じ形の透明なリフトが出現し、一定時間の間、その透明リフトに乗ることができる。その矢印の方向にのみ動く。一定時間で消滅するが、リフトの上に乗れば何度でも透明リフトを出現させることができる。
超ふしぎリフト
「!」と書かれたリフト。マリオが上に乗ると同じ形の透明なリフトが出現し、一定時間の間、その透明リフトに乗ることができる。リフト上でジャンプして着地するごとに進行方向が変わる。一定時間で消滅するが、リフトの上に乗れば何度でも透明リフトを出現させることができる。
雲リフト
スタンダードなリフトだが、下からすり抜けられる。ただし上から下へすり抜けることはできない。

### その他仕掛け
- 流砂に入ると下に引きずり込まれる。ジャンプボタンを連打することで脱出できる。基本的には下まで引き込まれるとミスになるが、下の隠し部屋につながっている箇所もある。
- 砂漠の特定の地点で竜巻が発生する。巻き込まれるとしばらく操作不能になった上に後ろに戻されるが、ダッシュで助走をつけて飛び込むことで逆に大ジャンプが出来る。
- 空飛ぶ戦艦や戦車の横棒にナットが複数重なってはまっていることがある。乗ってジャンプすると回転しながら少しずつ前に進む。ただし、すぐにまたジャンプしないとマリオが落ちてしまう。下からジャンプして突き上げると逆回転して少し後ろに戻る。
- 前作までは溶岩に落ち込んだ場合、溶岩自体は背景扱いで、そのまま下に落ちてミスという形になっていたが、本作からは溶岩に落ちたとき、溶岩に触れた時点でマリオのパワーアップ状態や無敵状態に関係なく即ミスとなるようになった。
- 砦などに仕掛けられているトゲに触れるとダメージを受ける。溶岩とは異なり、無敵状態では触れてもダメージは受けず、またスーパーマリオ以上の状態で触れても即ミスにはならない。
- 砦では壁や天井、背景等が一定周期で動くことがある。
- 砦にあるベルトコンベアに乗るとその方向に流される。Pスイッチを押すとスイッチの効果が続いている間は停止する。
- 滝に入ると下方向に流される。

### ミスになる主な条件
- チビマリオの状態でダメージを受ける。
- 穴や溶岩に落ちる（パワーアップ状態や無敵状態の有無に関係なく即ミス。以下同様）。
- 流砂で画面下部近くまで落ちる[注釈 21]。
- 強制スクロールコースで画面に挟まれる。
- 巨大プクプクに食べられる。ただし、無敵状態では食べられずに済む。
- タイムアップになる。

## アイテム
アイテムには、ステージ中に登場するものと、マップ上で手に入るもの（マップアイテム）とがある。ステージ上に登場するものは前作までと同様に取るとすぐに効力が発揮される。マップアイテムは本作から導入され、マップ画面でアイテムを使うことで前もってパワーアップを施してからステージに挑むことができるほか、クリアできないステージを飛ばして先に進めるアイテムや、マップそのものに影響を及ぼすアイテムなど、プレイヤーに有利な状況や効果を予め付加できる。なおマップ画面上でのみ使用することができ、アクションゲーム中には使用できない。しかし、パワーアップ系のマップアイテムは、アクションゲームパネルを選択する前に使用することでアクションゲームを有利にすることができる。

### ステージ中アイテム

#### パワーアップ系
スーパーキノコ
ブロックを叩くと出てきて左または右に動き出す。取るとスーパーマリオになり、レンガブロックを壊せるようになる。ダメージを受けるとチビマリオに戻る。
ファイアフラワー
ブロックを叩くと上に出現し、取るとファイアマリオになる。スーパーマリオの能力に加え、ファイアボールを出せるようになる。前作までと同様、ファイアフラワーを出現後にダメージを受けてチビマリオ状態で取っても、スーパーマリオにしかならない（スーパーこのはも同様）。ダメージを受けるとチビマリオ（リメイク版はスーパーマリオ、以下同様）に戻る。
スーパーこのは
ブロックを叩くと出てきてヒラヒラと落ちていく。取るとしっぽマリオになる。スーパーマリオの能力に加え、一定時間空を飛べたり、ゆっくりと降下したり、しっぽ攻撃ができたりするようになる。
タヌキスーツ
カエルスーツ
ハンマースーツ
タヌキスーツ、カエルスーツ、ハンマースーツは取るとそれぞれタヌキマリオ、カエルマリオ、ハンマーマリオに変身する（各詳細は上記を参照）。

#### その他
1UPキノコ
残機数が1増えるキノコで、ブロックを叩くと出てきて左右一定の方向へ動き出す。前述の巨大ハテナブロックに3つ入っているところもある。色は前作までの緑色基調を踏襲しつつも前作までに比べ明るい色となっている。またファミコンのカラー数の制限からか白や紫の1UPキノコが出現する場所があり、場所によって見た目が変化する。
前作及び前々作まで隠しブロックから出現するものに関してはプレイ内容に応じて出現するかしないかがその都度変わっていたり、一度取得後にミスして再度同じ場所に来ても二度と出現しなかったりしたが、本作ではどちらであっても確実に出現するようになっている。
スーパースター
一定時間無敵状態となるアイテムで、ブロックを叩くと出てきて跳びながら動き出す。無敵時間は過去の作品に比べ短い。無敵状態のとき、チビマリオ以外でジャンプすると宙返りする。なお、宙返り中は無敵扱いが続き、宙返り状態では逆さ土管に入ることができない。
無敵状態でブロックを叩くとスーパースターが出現するブロックがある（無敵状態ではない場合コインが出る）。ちょうど前の無敵時間が切れる頃に到達する場所に配置されていることが多い。連続してスターを出していかないと突破できないステージもある。
Pスイッチ（スイッチブロック）
Pの文字が書かれたスイッチ。踏むと、一定時間特定のブロックとブラックパックンが全てコインに、コインが全てブロックに変わる。何もない場所にコインや扉が現れる場合もあるほか、ベルトコンベアーも停止する。効力がある間はハテナブロックやジャンプブロックのシンボルなど、地形の動きも止まる。溶岩の沸騰は止まっても落ちると即ミスになる事は変わらない。
クリボーの靴
5-3の道中でのみ取得可能なパワーアップアイテム（詳細は上記を参照）。
宝箱
通常はハンマーブロス戦などの勝利後に出現するが、ステージ中の特定の場所に出現することもある（この場合の中身は、ほとんどの場合、隠しアイテム）。この場合、箱を開けると無条件でコースクリアになる。

### マップアイテム
キノピオの家やハンマーブロス面などで出る宝箱を開けるか、ワールドクリア時にアイテムを得ることができ、マップ画面下のアイテム欄にストックされる。所持可能数は最大で28個までで、既に上限まで持っていた場合、アイテム欄の最後にあるアイテムが新しく手に入れたアイテムに置き換わる。マップ画面上でのみ使用が可能であり、アクションゲームステージの中で使用することはできない。マップ上でアイテム選択に移行し、使用するとその時点でアイテムの効果が現れる。スーパーキノコやスーツなどのパワーアップアイテムを選択した場合は、コースに入った直後からその状態でプレイを進められる。
通常のアイテムの他、マップ画面でのみ使用可能な特殊なアイテムが存在する。
ジュゲムの雲
使用するとステージを1つだけクリアせずに通過することができる。クリアできないステージを飛ばすことができるが、飛ばしたステージの直後に入ったステージでミスしてしまうと、前回クリアしたステージまで戻されてしまう（マップ上の土管を経由している場合はその限りではない）ため、再び通過する際にはもう一度ジュゲムの雲を消費して通過するか、改めてクリアしなければならない。また、ワールドマップ上のブロスやパックンフラワーや閉ざされた扉には無効。
ワールド2・ワールド5で飛行船をクリアすると無条件で獲得する。マップ上にいるハンマーブロスを倒すことで獲得できることもある。3-7ではボーナスステージの最後に出現し、取れば無条件でコースクリアとなる。
オルゴール
ワールドマップ上のブロスやパックンフラワーを眠らせることができ、ブロスらを無視して通過することが出来る（ただし、任意でAボタンを押せば自らブロス等に挑むことができる）。2回ステージ (土管、絵合わせ、キノピオの家を含む) に入るまで有効で、それ以降は目を覚ます。ワールド3の飛行船をクリアするか、マップ上にいるハンマーブロスを倒すことで獲得できる。5-1では隠し通路に出現し、取れば無条件でコースクリアとなる。
フエ
特定ステージの隠し場所にある宝箱を開けると手に入る。使用すると竜巻が現われ、ワープゾーンであるワールド9に飛ばされて、吹いたときのワールドによって決まったワールドにワープ出来る。全部で3つあり、複数所持した状態でワープゾーン内で使用すると、更に先のワールドへ行ける。
ハンマー
ワールドマップ上の道をふさいでいる岩を破壊して、近道やボーナスステージへの道を開くことができる。マップ上のハンマーブロスを倒すことで獲得できる。
パタパタの羽根
「P」の文字が書かれている羽根で、使用するとしっぽマリオと同じ外見になるが、常にパワーが溜まった状態になっており、次に入ったステージではそのステージをクリアするか敵に接触するまで助走無しに空を飛び続けることができる。
ワールドマップ上ではしっぽマリオの外見に加え、胸に「P」の字が表示される。そのステージをクリアすると、通常のしっぽマリオになる。ワールド1・ワールド4・ワールド6で飛行船をクリアすると無条件で、またワールド1・ワールド3・ワールド5・ワールド7で白い隠れキノピオ家を出現させると獲得できる。また一部、マップ上にいるハンマーブロスやワールド7のパックンフラワーステージクリアで獲得できる。
パタパタの羽根を使った後、ステージに入る前に別のアイテムを使うと、そのアイテムに応じたマリオに変身し、パタパタの羽根の効果は解除される。またステージ内でアイテムを取った場合もそのアイテムに応じたマリオに変身し、パタパタの羽根の効果は解除される（再びしっぽマリオに変身しても効果は復活しない）が、ステージ内でタヌキスーツを取った場合は、タヌキマリオの状態でパタパタの羽根の効果も残る。パタパタの羽根の効果が発動したままステージをクリアした場合、次のステージでは羽根の効果は解除され、通常のしっぽマリオ（タヌキマリオの場合は羽根の効果のないタヌキマリオ）になる。
ワールド8のミステリーゾーンなど高く飛びすぎると即ミスとなる面もある。
イカリ
コクッパの飛行船内でミスをした場合、飛行船はワールド内の別の場所へ逃げてしまうが、このアイテムの効果があればミスした場合でも逃げられない。最初に城に入る前に使用した場合、飛行船は城から移動しない。
ワールド2・ワールド4・ワールド6で白い隠れキノピオの家を出現させることでのみ獲得できる。

## 2人プレイ
前作『スーパーマリオブラザーズ2』では1人用で、性能が異なるマリオかルイージを選択していたが、本作では『スーパーマリオブラザーズ』同様、マリオとルイージには性能差の相違点が無く、ルイージは2人プレイ専用となっている。
2人プレイでは、1Pがマリオ・2Pがルイージとなり、交代でゲームを行う。前々作ではミスしたときのみ交代していたが、今作では片方のプレイヤーがミスした時に加えて、コースクリアした時にも交代となる。さらに、2人のステージクリア状態が共有される（片方がクリアしたステージはもう片方はクリアしなくてよい）ので、協力して攻略することが可能になった。
本作では片方のプレイヤーがコクッパを倒したり笛を使ったりして次のワールドに進んだ場合、もう一方のプレイヤーも自動的に次のワールドに進むようになっている。また、一方のプレイヤーがクリアしたコースはマップ画面上ではクリアパネルとなり、もう一方のプレイヤーも通過できるようになる。したがって、2人で共同してワールドを攻略していくことが可能となっている。
一方のプレイヤーがゲームオーバーとなった場合、そのプレイヤーがコンティニューを行うことができる。コンティニューを行うと、そのプレイヤーがクリアしたコースのみアクションゲームパネルに戻され、パネル上を通過するためには再びクリアする必要があるが、続行中のプレイヤーのクリアパネルはそのままである。また開通した扉及び橋、マップアイテムはそのまま保存され、キノピオの家やスペードパネルも元に戻る。

### バトルモード
2人プレイ時のみプレイ可能なミニバトルゲームがある。内容は『スーパーマリオシリーズ』の前身である『マリオブラザーズ』を基本的に踏襲しているが、原作とはルールが少々異なり、マップ上のコインや敵をどちらが規定数入手したり、倒したりできるかを競う。マップ上でマリオとルイージの位置が重なったとき、どちらかがAボタンを押すとバトルがスタートする。
どちらか一方が敵や炎などに当たった場合、そのプレイヤーが負けとなり相手の勝利となる（プレイヤー人数は減らない）。出現する敵5匹をすべて倒した場合、倒した敵の数が多い方が勝利となる。決着がつくと勝利した側にプレイ権利が移動し、敗北した側はバトルを仕掛けた側（Aボタンを押した側）が元いた場所まで戻される。クリアできないステージを相手にクリアしてもらうために交代する平和的な利用法もあるが、待機側がプレイ権利を独占するために相手が自分の待機場所を通過する時にAボタンを押して強制的に引き込むこともできる。
プレイ中には両者が各ステージをゴールした時に入手したカードが表示される。プレイ中に相手プレイヤーを下から突き上げたり踏みつけたりすることで、相手プレイヤーが持っているカードが1枚飛び出す。そのカードを奪い取り3枚揃えると、その場でその組み合わせに準じた人数だけ揃えた側の残り人数が増える。
オリジナルの『マリオブラザーズ』に準じたステージの他、ステージ上のコインを相手より先に規定枚数奪取するルールのオリジナルステージが3種類追加されている。
- 『マリオブラザーズ』のボーナスステージに似たステージ上に5枚のコインがあり、取った枚数の多いほうが勝ち。
- 中央の土管から炎とコインが大量に飛び出す。一方が炎に当たるかコインを5枚取ると決着がつく。
- 大量のハテナブロックが置かれておりそのうちの5個だけ中にコインが1枚ずつ入っている。コイン5枚を取った時点で取った枚数の多いほうが勝ち。

## 米国版の変更点
米国版は、単なる言語変更の他に、難易度の調整や不具合の修正のためのいくつかの変更が加わっている。以下にシステム面での日本版と米国版との違いを示す。なお、以下の比較はFC版とNES版の比較であり、SFC版とSNES版及びGBA版では該当しない箇所もある。
なお任天堂は米国での発売前に映画スウィート・ロードの終盤で、米国版のプレイ風景を先行公開している。
| 日本版 | 米国版 |
| --- | --- |
| マップ上でステージを選択した時、螺旋状のトランジションを経て黒画面になった後、逆の螺旋トランジションを経てアクションゲーム画面に移行する。 | マップ画面から黒画面へのトランジションはあるが、黒画面からアクションゲーム画面へのトランジションは無い。 （リメイク版の『スーパーマリオコレクション』以降は、日本版・米国版ともに円状のトランジションを経て黒画面になった後、「MARIO START!」若しくは「LUIGI START!」(ルイージの場合)が表示され、逆の円状トランジションを経てアクションゲーム画面に移行する）                        |
| ワールド1の砦の吊り天井の部屋で、ブンブンの部屋の入り口は壁から4ブロック目にあり、トゲが1段上になっている「安全地帯」は、壁から3ブロック目にある。 （『スーパーマリオコレクション』以降は、米国版と同じように変更されている） | 一番右の壁が2ブロック延長され、扉と安全地帯は、両者とも壁のすぐ隣のブロックに配置されている。 |
| お城の画面において、柱が3本あり、影は左側についている。マリオは画面左端に立っている。王座と王座のある段の上面の色は水色で、段の幅がやや狭い。背景がややくすんだ水色となっている。 | 柱は2本で、影は右側についている。マリオは画面中央、階段のすぐ前に立っている。王座と王座のある段の上面の色は橙色で、段の幅はやや広い。背景が明るい水色となっている。 （『Super Mario All-Stars』(欧米版『スーパーマリオコレクション』)では、日本版と同様の構成になっている） |
| スーパー・ファイア・しっぽ・タヌキ・カエル・ハンマーの何れのパワーアップ状態でも、ダメージを受けるとチビマリオに戻る。 （『スーパーマリオコレクション』以降は、米国版と同じように変更されているが、GBA版『スーパーマリオアドバンス4』ではカードe+で日本版の仕様に変更することもできる） また、タヌキ・カエル・ハンマーの状態でダメージを受けると、スーツが脱げて飛んでいく。 | ファイア・しっぽ・タヌキ・カエル・ハンマーの状態でダメージを受けると、チビマリオでなくスーパーマリオになる。 また、ダメージを受けた時の演出はしっぽマリオに変身した時と同じになっている。 （『スーパーマリオコレクション』以降、ダメージを受けた時の演出は日本版と同様の構成になっている）                                                                                           |
| クツマリオ状態でダメージを受けると、チビマリオに戻る。また、脱げた靴は赤色になって飛んでいく。 （『スーパーマリオコレクション』以降は、米国版と同じように変更されている） | クツマリオ状態でダメージを受けると、靴を除いた状態になる。脱げた靴は赤くはならない。 |
| ワールド3の船に乗ったまま笛を吹くと、船に乗ったままワールド9（ワープゾーン）に到着し、海に出ることができるが、再び陸地に上がることができず手詰まりとなる。 | 船に乗ったまま笛を吹くことはできるが、ワープゾーン到着時に船は無くなる。 |
| 5-1のゴールは壁の向こうにあり、パイプを通ってそこへ到達する。 （『スーパーマリオコレクション』以降は、米国版と同じように変更されている） | 壁は無くなり、直接ゴールへと到達する。 |
| ワールド8の戦艦では、水中を潜って一番右まで到達できるが、船の甲板の高さがジャンプ力ギリギリの高さなので（特にチビマリオ以外の状態では）再び船上に上がるのは苦労を要する。 | 再右端のブロックが1個削られており、比較的容易に水中から船上に復帰できる。 （『Super Mario All-Stars』(欧米版『スーパーマリオコレクション』)では、日本版と同様の構成になっている） |
| クッパを倒した後のピーチ姫のメッセージは 「ありがとう！これでやっときのこのせかいにへいわがもどりました。おしまいっ！」となっている。 | ピーチ姫が「Thank you. But our Princess is in another castle! ...Just kidding! Ha ha ha! Bye bye.」（訳：ありがとう！でもピーチ姫はここにいないの！・・・なんて冗談よ！ハハハ！おしまい。）と冗談を言う。 このセリフの前半部分は、スーパーマリオブラザーズ(1作目及び2作目)における救出されたキノピオのものである。 ただし『Super Mario Advance 4』では単に日本版の英訳となっている。 |
| エンディングは最後に「THE END」と表示されてゲーム終了となり2周目は存在しない。 （『スーパーマリオコレクション』以降では、残っているアイテムを引き継ぎ、ワールド1に戻って、ファイル画面で任意のワールドへ選んで行ける） | エンディング後は2周目もあり、開始すると、パタパタの羽根28枚（ストック4段分）を持っている。 |

## バグ・不具合
- 1-3で、スーパー音符ブロックに右からダッシュして乗り、そのまま白音符ブロックに突っ込むと上空と地上を交互に行き来し、操作不能になる。SFC版ではタイムが進むようになっている。また、Nintendo Switch Online版では上空で死んでしまう。
- ワールド3で、舟に乗った状態で笛を使いワープゾーンに移動すると、マップの陸から海に出られるようになる。ただし、一度海に出ると陸に戻れなくなるため、もう1個笛を持っている状況でない限りゲームの続行ができなくなる。対策として、米国版ではワープゾーン到着時に船が無くなり、さらにSFC版以降では日本版・米国版ともに船の上では笛を使えなくなった。
- タヌキマリオの地蔵状態でクリボーの靴を履くと「灰色クツマリオ」になり、無敵状態のまま移動できるが土管に入れなくなる。解除するにはスーパーこのはを取ってしっぽマリオになるか、時間切れを待つしかない。SFC版とGBA版では修正された。
- タヌキマリオの地蔵状態でブロックから出したハンマースーツを取ると「灰色ハンマーマリオ」になる。ただし、これが出来るのは7-8のボーナスステージのみでかつ土管に入れなくなるので時間切れを待つしかない。GBA版では修正された。
- タヌキマリオで城に入ったとき、画面が切り替わった瞬間に地蔵状態になると、画面が止まってしまう事がある。
- 3-9・5-1では、壁にはまり込んで動けなくなったり、上空に飛ぶと画面がおかしくなる箇所がある。このためスーパーファミコン（SFC）リメイク版や米国版ではコースが一部変更された。
- ブンブンを無敵マリオで倒すとマジックボールが中央に現れたり、マジックボールの?マークが逆さまになる。SFC版とGBA版では修正された。
- パタパタの羽を使って高く飛び、その面のマップエリアの上限から飛び出すと即ミスとなる。この場合、マリオが上から落ちてくるアニメーションはない。上下スクロールがなく左右の幅が短い面（ミステリーゾーンなど）でよく見られる。
- マップ上のハンマーブロスには移動方向や停止位置に制限が付加されているため、周囲の状況次第では停止できない2点間の往復移動を永久に繰り返してしまい、ゲーム続行が不可能になることが稀に起きる。また、Nマークスペードパネルがハンマーブロスと同じマスに出現した場合、同じところを永久に折り返してしまいゲーム続行が不可能になる場合がある（稀にパネルとブロスが分離して無事に済む場合がある）。
- クッパ城の最終エリア(クッパ戦)で、パタパタの羽で壁を越えると別の道から行った方のフロアに行くことができ、そこの扉の上に乗ってから戻って戦うと、クッパが炎を吐かなくなる。SFC版も同様。
- バトルモードの最終ステージ（ハテナブロックに隠れたコインを取り合うステージ）で、床のブロックもキックで壊すことができる。壊し方次第では、ハテナブロックをキックできなくなりゲーム続行が不可能になる。なお、SFC版ではキックで壊せないように修正された。

## 移植版
| No. | タイトル                                                        | 発売日                                      | 対応機種                                          | 開発元             | 発売元 | メディア                              | 型式                           | 備考                                                                                   |
| --- | --------------------------------------------------------------- | ------------------------------------------- | ------------------------------------------------- | ------------------ | ------ | ------------------------------------- | ------------------------------ | -------------------------------------------------------------------------------------- |
| 1   | スーパーマリオコレクション Super Mario All-Stars                | 1993年7月14日 1993年8月2日 1993年12月16日   | スーパーファミコン                                | 任天堂情報開発本部 | 任天堂 | 16メガビットロムカセット              | SHVC-4M SNS-4M-USA SNSP-4M-NOE | 売り上げ本数： 212万本                                                                 |
| 2   | Super Mario All-Stars + Super Mario World                       | 1994年12月                                  | SNES                                              | 任天堂情報開発本部 | 任天堂 | ロムカセット                          | SNS-5M-USA SNSP-5M-EUR         | -                                                                                      |
| 3   | スーパーマリオブラザーズ3                                       | 2007年11月5日 2007年11月9日 2007年12月11日  | Wii                                               | 任天堂情報開発本部 | 任天堂 | ダウンロード （バーチャルコンソール） | FCWE FCWP FCWJ                 | -                                                                                      |
| 4   | スーパーマリオコレクション スペシャルパック                     | 2010年10月21日                              | Wii                                               | 任天堂情報開発本部 | 任天堂 | 12cm光ディスク                        | RVL-P-SVMJ-JPN                 | 『スーパーマリオコレクション』版の移植                                                 |
| 5   | スーパーマリオブラザーズ3                                       | 2013年1月1日 2013年12月26日 2014年4月17日   | ニンテンドー3DS                                   | 任天堂情報開発本部 | 任天堂 | ダウンロード （バーチャルコンソール） | -                              | -                                                                                      |
| 6   | スーパーマリオブラザーズ3                                       | 2013年12月25日 2013年12月26日 2014年4月17日 | Wii U                                             | 任天堂情報開発本部 | 任天堂 | ダウンロード （バーチャルコンソール） | FABJ FABP FABE                 | -                                                                                      |
| 7   | スーパーマリオブラザーズ3                                       | 2016年11月10日 2016年11月11日               | ニンテンドークラシックミニ ファミリーコンピュータ | 任天堂             | 任天堂 | 内蔵ゲーム                            | -                              | ファミリーコンピュータ版の移植                                                         |
| 8   | ファミリーコンピュータ Nintendo Switch Online                   | 2018年9月19日                               | Nintendo Switch                                   | 任天堂             | 任天堂 | ダウンロード                          | -                              | 2021年7月28日に『スーパーマリオブラザーズ3 マリオ八変化バージョン』 という特別版が配信 |
| 9   | スーパーファミコン Nintendo Classics スーパーマリオコレクション | 2020年9月3日                                | Nintendo Switch                                   | 任天堂             | 任天堂 | ダウンロード                          | -                              | 『スーパーマリオコレクション』版の移植                                                 |

ファミコン版からの変更点は以下の通り。
- クッパの下半身には実は当たり判定がなく、落下攻撃の際はしゃがんだ状態ではダメージを受けない。この仕様はSFC版にもそのまま残っているが、GBA版では修正されてダメージを受けるようになっている。
- ファミコン版でのコイン表示は「$（ドルマーク）」だったがスーパーファミコンのリメイク版ではコインマークに変更された。
- ファミコン版では、ステージによってアイテム等の色調が変わる場合がある。これはファミコンの性能に起因するものであり、リメイク版では見られない。
- WiiのVC版では砦や城などのボスがいるコースのクリア時と爆発のフラッシュの点滅表現が、点滅するのではなく光りっぱなしになるように修正されている（1997年のポケモンショックの影響）。
- ファミコン版ではワンワンの鎖は50回伸びると鎖が切れるが、SFC、GBA版では47回目以降は鎖が光る。
- Nマークスペードパネルはリメイク版の場合、正解音とお手つきした場合の不正解音の判定のチャイムが『スーパーマリオワールド』で使用されたものと同様になっている。
- ファミコン版では土管の中でも制限時間があり、時間切れまで放置するとミスになる。『スーパーマリオコレクション』以降では無制限に変更され、常に000表示となっている。
- ハンマーブロスはリメイク版では、『スーパーマリオコレクション』内の『1』『2』と同様にハンマーブロスがハンマーを投げるときに効果音が出る。

## 開発
1986年に発売された『スーパーマリオブラザーズ2』は『スーパーマリオブラザーズ』のコースを変えたのみの実質的なバージョンアップ版的な内容だったため、ゲームシステムから全て見直して『3』を作ることが企画された。任天堂は1986年2月のファミリーコンピュータ ディスクシステムの発売にあたって、ファミコンでのソフト供給はディスクシステムに切り替えて、以後はロムカセットでのゲームは新発売をしないと宣言したが、その公約が翻され、2年半ぶりにロムカセットで発売することとなった。
1986年の春から開発が開始された。容量は3メガビット（384KB）のカートリッジを採用し、前作『スーパーマリオブラザーズ2』の約6倍になった。
開発初期は斜め上から見下ろした俯瞰視点にすることも検討されたが、ジャンプの時に穴に落ちるか落ちないかを見極めにくいということで不採用になった。新しい変身の「しっぽマリオ」は直接攻撃を入れたいということで導入された。同時に空を飛ぶアクションは『スーパーマリオブラザーズ』の頃に検討されつつも見送られたため、これもしっぽマリオに組み込まれることになった。カエルマリオなどの様々な要素を盛り込んだものの、仕様の穴が多くまとめるのに時間がかかったと手塚卓志は述懐している。

### 音楽
本作では容量の増加に伴い、曲数が前作の倍近くに増加し、音色の厚みも増している。ステージBGMは前作同様、各ワールド共通だが、マップBGMは各ワールド毎の世界観に沿ったものが用意されている。また、DPCMによる打楽器のサンプリング音がパーカッションパートに用いられており、音色や曲調両面においてより多彩なテイストのBGMがそろっている。前作のBGMの一部をアレンジ流用しつつ多くの新曲が作られており、無敵BGM、コイン取得音などのお馴染みの効果音やジングルなども新しく作り直されている。ワープの笛の音は『ゼルダの伝説』からのアレンジである。

### スタッフ
- エグゼクティブ・プロデューサー：山内溥
- プロデューサー：宮本茂
- ディレクター、ゲーム・デザイナー：宮本茂、手塚卓志
- アシスタント・ディレクター：紺野秀樹
- メイン・プログラマー：中郷俊彦
- プログラマー：森田和明、岩脇敏夫、笠松栄弘
- レベル・デザイナー：手塚卓志、江口勝也、紺野秀樹、田邊賢輔
- キャラクター・デザイナー：手塚卓志、紺野秀樹、木村浩之
- サウンド・コンポーザー：近藤浩治

## 評価
- ゲーム誌『ファミコン通信』の「クロスレビュー」では合計35点（満40点）でプラチナ殿堂入りを獲得している[18]。
- ゲーム誌『ファミリーコンピュータMagazine』の読者投票による「ゲーム通信簿」での評価は以下の通り26.67点（満30点）[24][21]。

| 項目 | キャラクタ | 音楽 | お買得度 | 操作性 | 熱中度 | オリジナリティ | 総合  |
| 得点 | 4.68       | 4.51 | 4.09     | 4.48   | 4.61   | 4.30           | 26.67 |

- 『ファミリーコンピュータMagazine』1991年5月10日号特別付録の「ファミコンロムカセット オールカタログ」の巻末に収録されている「ロムカセット部門別BEST5」では、キャラクタ2位、熱中度4位、操作性3位、総合評価3位を獲得している[23]。

### 売上
販売本数は国内で約384万本であり、この本数はファミコンソフトとしては『スーパーマリオブラザーズ』に次いで2番目である。全世界では約1728万本を記録した。

## 関連作品
サウンドトラック
『ファミコン サウンドヒストリーシリーズ「マリオ ザ ミュージック」』（2004年7月22日）
サイトロン・デジタルコンテンツより発売されたCD内の一作品として収録されている。
『ゲームサウンドミュージアム　～ファミコン編～ ｢スーパーマリオブラザーズ3｣』
徳間書店より発売の雑誌｢Nintendo DREAM｣ vol.112 (5/21・6/6 合併号)に特別付録として添付(2004年)。

## スーパーマリオアドバンス4
『スーパーマリオアドバンス4』（英: SUPER MARIO ADVANCE 4: SUPER MARIO BROS. 3）は、2003年7月11日に任天堂より発売されたゲームボーイアドバンス用ゲームソフト。アメリカでは同年10月21日に、ヨーロッパでは同年10月17日に発売。『スーパーマリオブラザーズ3』の移植作で、パッケージには、副題『スーパーマリオ3+マリオブラザーズ』が記載されている。『スーパーマリオアドバンス4』に収録されたバージョンとオリジナル版との相違点を列挙する。基本的にシステムとグラフィック等はSFC版の『スーパーマリオコレクション』に収録されたリメイク版をベースに新たな変更・修正を加味した上で移植されている。
『マリオ3』の15周年に発売された本作はこれまでの2Dマリオ集大成とも言える作品であり、カラーで発売されたマリオゲーム全ての変身アクションが楽しめるほか、新要素も大幅に増えており、この作品のスタッフがその後ニンテンドーDSの大ヒット作となる『New スーパーマリオブラザーズ』の製作にも深く関わっている。

### システム面
- バグが修正されている。
- 完全な一人用ゲームとなったため、『マリオブラザーズ』のミニゲームの対戦がなくなった。代わりにゲームセレクトで『マリオブラザーズ』のメインが遊べる。「マリオ&ルイージ」モードを選択すると、残り人数やアイテムがマリオとルイージに個別に用意され、クリアかミスをするごとに2人を交互に操作する事になる（このため、1台のGBAを交替で使いまわしての多人数プレイは一応可能）。今作では、片方のプレイヤーがミスした時やコースクリアした時に加えて、一度クリアしたコースでポーズをして途中で抜け出した時でも交代になる。2人で同じワールドを攻略していくことのほか、今作では新たに二手に分かれて攻略していくことも可能となった。また、GBAを本体だけの場合、同じGBAでマリオとルイージを交互に操作することができる。操作するキャラクターの残り人数が0になるとゲームオーバーとなる。また、マップ画面でマリオとルイージの間で残り人数の受け渡しが可能となった。一方がゲームオーバーした際にも、もう一方から受け取ることで復帰できる。ただし『スーパーマリオアドバンス2』と異なり、後述のカードe+を使わない限り2人に能力差は表れない。
- 一部の地形、マップのルート、一部の背景、出現する敵キャラクターやその性質が変化した。主に難易度を引き下げる方向に調整されている。
- 後述のマントマリオの追加により、リメイクを含め現時点でシリーズ最多となる8種の変身パターンを収録。
- 仕様の微調整
  - 『スーパーマリオワールド』と同じようにチビマリオの時にファイアフラワーやスーパーこのはを取ると、いきなりファイアマリオやしっぽマリオに変身するようになった。
  - キノピオの家やスペードパネルを利用後のマスの色はコレクション版では白だったが、GBA版はファミコン版の色と同じになっている。キノピオの家は肌色に、スペードパネルは赤色になる。
  - Nマークスペードパネルが1度に出現する数が3つに増え、キノピオの家やスペードパネルなどの施設を利用することでも条件を満たしていると出現するようになった。
  - 『スーパーマリオワールド』と同じように物を持ったまま水に潜ると浮力が発生する。
  - レミーのボールにファイアボールを当ててもダメージを与えられるようになった（旧作ではすり抜ける）。
  - クッパ戦の落下攻撃で下半身にも当たり判定が存在するようになった為、落下攻撃は避けなければならない。
  - 錨で事前に飛行船を止められなくなった。一度ミスをするか完全クリア後に城に入ってポーズ画面でモドルを押して飛行船に逃げられてからでないと使えない。
  - これまでのクリアしたときのタイムボーナスが全て1秒につき50点だったが、GBA版は通常コースは50点、ブンブンのいるコースは100点、コクッパのコースは200点、クッパのコースは500点になった。
  - 陸上で踏める敵（クリボーなど）であれば水中でも踏める。
  - マリオ（ルイージ）の残り人数の最大が99までだったのが、999まで増やせるようになった。
  - マップアイテムでストックできる数が28→36になった。また、ページ送りはなくなって、4ページ全て見える状態となった。
  - 半身が水に漬かった状態ではダッシュが出来ない。
  - しっぽ攻撃で巨大ブロックを叩けたり、巨大レンガブロックを壊せるようになった。
  - 『スーパーマリオワールド』と同じように土管などで画面が切り替わっても持っているものが消えない。ゴールに持ち込むとコインになるため隠れキノピオの出現条件が易しくなったと言える。
  - 投げた甲羅などがコインに触れた場合、そのコインを入手した事になる。
  - 『スーパーマリオワールド』と同じように無敵状態で敵を連続して倒すと徐々に得点が増えて1UPもする。
  - 逆さトゲゾーを踏めるようになった。
  - タヌキマリオの地蔵アタックでプチパックンなどを倒せるようになった。
  - タヌキマリオの地蔵アタックでスイチューカを倒せなくなった。
  - 『スーパーマリオアドバンス2』と同じようにつる等を登って行くときにBボタンを押し続けると速くなる動作が追加された。
  - Pメーターの仕様変更。ファミコン版とコレクション版では、しっぽとタヌキの状態で1度空を飛ぶとPメーターは一定時間満タンの状態で継続されていたが、GBA版では空が飛べる状態ですぐ地上に着地すると、Pメーターが徐々に減少するようになるが、減少する前にすぐに再び空を飛べば、Pメーターが満タンの状態で継続されるようになった（つまり、足場を移りながら進むことで、より長く空をとぶことができる）。
  - ゲームオーバーになった後のコンティニューの仕様が変更。ファミコン版とコレクション版ではクリアしたアクションコースが未クリアの状態にリセットされて各ワールドの最初からで、開通されているものがある場合は開通された状態で再開となっていたが、GBA版はアクションステージはクリアした状態のままで継続されて、ゲームオーバーになった場面からすぐ再開できるようになった。また、「マリオ&ルイージ」モードで、片方のプレイヤーがゲームオーバーになっても、ゲームオーバーになったプレイヤーがクリアしていたアクションステージはクリアした状態のままで継続されて、リセットされなくなった。
  - 海外版において、クッパを倒した後のピーチのセリフが、『スーパーマリオブラザーズ』のセルフパロディから、日本版の意訳に変更された(日本版はそのまま)。また、日本版も含め、セリフの演出がウィンドウサイズの縮小にあわせて少し変更されている。
- セーブの仕様変更
  - セーブデータが3つに変更されている。
  - いつでもゲームを中断できる中断セーブが導入された。中断セーブで一時中断出来るが、1度再開すると中断データが消えてしまい、中断セーブせずにやめると最後にセーブしたところからやり直しになる。
  - 通常のセーブは砦などのボスのいるコースをクリアすることでセーブでき、全てのコースをクリアすればポーズメニューでいつでもセーブ出来る。セーブ後は進行状況をそのままで再開でき、中断セーブせずにゲームを終了した場合は最後にセーブされた状態からやり直すことが出来る。
- クリア後は笛を使わずにワールドセレクトを行うことが可能（ワールド9を除く）となり、一度クリアしたアクションコースを再挑戦できるようになった（クリアしたコースはクリアしたキャラのマークが付く）。さらに、全コースをクリアすれば砦や飛行船やハンマーブロスなどのコースも再挑戦でき、全ワールドにあったキノピオの家やスペードパネルなどの施設を何度でも利用することが出来、コースを再挑戦する時にポーズメニューからマップ画面に戻ることができるようになった。
- コースをプレイしたときの映像を、リプレイとして各セーブデータごとに2つまで保存出来る（ステージ開始からクリアするかミスするまで）。保存されるリプレイは最後にプレイしたコースとなる。ただし、リプレイを保存してもセーブデータをセーブしないと保存したことにならない。また、リプレイは時間制限になっており、長時間でゴールした場合は保存されないことがある。
- スペードパネルで絵柄を合わせると、別のスペードパネルがハートマークのスロットステージに変化する。そのスロットステージはスーパースターがスーパーこのはに変わっていて、スーパーこのはの絵柄を完成させると7UPになる。これに成功すると以降のハートマークがクラブマークに変わり、スーパースターが『スーパーマリオブラザーズ3』の「3」に変わりこれを合わせると10UPする。そしてクラブからダイヤに変わり、これまでに取った図柄によってすべて同じ図柄になり、スーパースター、スーパーこのは、「3」と連続して取っていれば無条件で10UPにする事が出来る。ただし途中で失敗したり、ダイヤで図柄を揃えると他のすべてのパネルがスペードに戻り、最初からやり直しとなる。なお、完全クリアするとスペードパネルを何回でもプレイすることができる。こちらもクリアするとマークが変化するが、失敗したりダイヤをクリアするとスペードに戻る。

#### カードe+による新要素
『スーパーマリオアドバンス4 カードe+』のカードを「カードe+リーダー」で読み込むことによって、新コースや特殊ルールなどの様々な要素を追加できる。カードの種類は、新コースを追加する「コースカード」、ゲームプレイを補助する要素を追加する「おたすけカード」、上級者のスーパープレイを見ることができる「おてほんカード」の3種。ゲームソフトには限定カードが2枚（「クラシックコース W1-1」「スーパーこのは（絵柄違い）」）が同梱されている。
- スーパーマリオアドバンス4 カードe+ シリーズ - 1パック各5枚入り
  - シリーズ1（2003年7月11日発売） - コース11種類、おたすけ25種類、おてほん14種類を収録。
  - シリーズ2（2004年2月12日発売） - コース23種類、おたすけ7種類、おてほん20種類を収録。
- 上記のほか、月刊コロコロコミック付録のプロモーションカードや店頭キャンペーンとして、コース3種類、おたすけ1種類が存在する。

ただし、カードe+そのものやカード自体が現在販売されていないこともあり、以下の追加要素を楽しむ事は現在困難となっている。
- 新しいコースが遊べる「コースカード」のモードが追加された。このモードによるコースは独立した「ワールドe」として登場し、任意にセーブ可能だが、セーブデータは1つしか保存出来ない。コースは32個保存できるが、クリアしないと保存できない。コースをセーブすれば任意にマップに戻れて再挑戦が可能になる。すでに32個のコースを保存していると、保存しているコースを上書きしないと保存出来ない。上書きした場合、登録されていたコースの項目と成績はそのままだが、プレイすることが出来なくなる。もう一度遊ぶようにするには、同じ方法でやらないといけない。なお、Wii Uのバーチャルコンソールや『ゲームボーイアドバンス Nintendo Switch Online』では、最初からコースが全て追加された状態となっている。
  - 新たに「マントマリオ」に変身出来るようになった（マント羽根はマップアイテムとしても登場）。能力や操作法は『スーパーマリオワールド』とほぼ同一で、スーパーマリオの能力としっぽマリオに似た能力に加え、空を飛んだ後に背中のマントを膨らませて降下と上昇を繰り返して滑空しつづける事が出来、空から急降下して地面に落ちると地上の敵を一気に倒せて、飛んでいるときに敵や攻撃を受けてもダメージを受けなくなる。その代わり、マント攻撃してもレンガブロックを壊すことが出来ない。ダメージを受けるとスーパーマリオに戻る。この変身が『マリオ3』に組み込まれた事により、ゲームボーイ版での「スーパーボールマリオ」「バニーマリオ」を除くSFC版までの全ての変身マリオが本作で楽しめるようになった。
  - クリボーの靴が入ったハテナブロックが登場する（効果は同じ）。
  - 特定のブーメランブロスを倒すとブーメランを落とし、持つアイテムとして使用出来る（ただし「カエルマリオ」と「クツマリオ」はブーメランを持つ事が出来ない）。Bボタンで発射して敵を攻撃したりコイン等アイテムを取ったり出来るが、戻ってきたブーメランはBボタンでキャッチしないと何処かへ行ってしまう。また甲羅等の持てるアイテム同様、水中では浮力が発生して楽に泳ぐ事が出来る（『ワールド』仕様）。このブーメランはマップアイテムとしても追加された（使うとマップ上のマリオにブーメランの絵のふきだしが付く）。これによってマリオはブロス系の敵が持つ武器を全て扱う事が出来る様になった事になる。しかしクリボーの靴同様、ブーメランはコースをクリアすると消えてしまう。
  - 最終的に限定カードを含め38の新コース（うち5コースは『スーパーマリオブラザーズ』の再現）が用意された。これらのコースでは以前移植された『スーパーマリオUSA』『スーパーマリオワールド』『スーパーマリオ ヨッシーアイランド』の敵キャラやステージ中の仕掛けやBGMが再現されている（ただし『ワールド』のアトミックテレサ（ボス）は、白ブロックが蹴り上げ出来ない為、倒すのが難しい）。その他、ファミコン版になかった新しい要素やシリーズでお馴染みの要素が登場している。
    - タヌキマリオで地蔵になっている間しか見えないブロックが登場する。
    - ハンマーマリオのハンマー攻撃やタヌキマリオの地蔵攻撃でしか壊れない灰色のレンガブロックが登場する。
    - コース中にあるアドバンスコインがあり、一定以上集めるとキノピオの家にあるミニゲームが遊べる。ミニゲームは穴掘りゲーム・的当てゲーム・トゲよけゲームの3種類が遊べる。
    - コース中にあるe+コインもあり、取るとマップ中にあるお城に飾られる。最大8枚あり、お城に行けば観覧出来る。一度取ると二度と入手出来ない。これを取った時にしか聞けないマリオとルイージのボイスがある。

  - 「おたすけカード」に属する「スイッチカード」によるシステムの変更や追加が出来る。◎は共通、○はオリジナルコース、●はコースカードで効果が発揮する。
    - ファイアボールを敵に当てるとコインに変わる『スーパーマリオワールド』仕様の効果が追加出来る。◎
    - 1UPキノコが3UPムーンに変化する（巨大ハテナブロックからの所は変化しない）。◎
    - 制限時間の最初の50カウントが本来の2倍の時間となり、BGMが遅くなる。●
    - Pメーターが短くなって短距離の助走で空を飛べるようになり、さらに持続時間も延びる。●
    - 「得点が2倍になる」・「どんな変身でもダメージを受けるとチビマリオに戻る」・「クリボーとノコノコとパックンフラワーがトゲゾーとメットとファイアパックンに変わる」・「ボスの耐久力が上がる」の4つでゲームが難しくなるハードモードに変更出来る。◎
    - ルイージの能力を「ジャンプ力に優れるが滑りやすい」というシリーズ他作と同様の仕様に変更出来る（カードe+で読み込んだコースではデフォルトでこの仕様である）。○
    - コースに『スーパーマリオUSA』のような野菜が出現。地中に埋まっており種類はカブとはずれ野菜、そしてGBA版にあった巨大な野菜の3種類である。野菜の違いは攻撃範囲だけで威力は同じで、敵に投げつける事でダメージを与えられる（カードe+で読み込んだ特定のコースにはデフォルトで存在しコインや1UPキノコ、毒キノコも野菜と同様に埋まっている）。○

### 演出面
- マリオとルイージとピーチとテレサのボイスが追加された。マリオ又はルイージはコースに入る、ミスをする、パワーアップアイテムをゲットするたびに発声される。テレサはマリオ又はルイージに襲い掛かる時に発声される。ピーチは後述でのワールド8の初回のみの追加の演出の時に、悲鳴が発声される。
- BGMがGBAの音源に合わせて打ち込みなおされている。
- ゲームボーイアドバンスの画面サイズの関係で、表示範囲がSFC版より若干狭い。このため、マップ画面が上下にスクロールするようになる、マップ上の土管の内部構造がやや変更されるなど、いくつかの変更がされている。
- 画面下部のステータス表示が廃止された。残り人数やコイン数などは画面上部に表示され、パワーメーターは画面下部に独立して表示されるようになった。
- 砦クリア時や閉ざされた扉の消滅時などの点滅表現が変更されている。
- スーパーこのはを取った時の効果音が専用ではなくなり、スーパーキノコとファイアフラワーの効果音と同じになった。
- コインを取った時のエフェクトが追加された。
- 「1UP」の表示がやや大きくなった。
- ミステリーゾーンの、手に引きずり込まれた時の効果音が追加された。
- 笛を吹いた時に、マップ画面が歪む演出が追加された。
- ブンブンを倒した時に出てくるマジックボールにしっぽやファイアボール、ハンマーで攻撃を加えると、ボールが飛び跳ねる演出が追加された。
- コクッパを倒した時に出てくる魔法の杖はしっぽやファイアボールで攻撃を加えると飛び跳ねるほか、地蔵マリオで踏めるようになっている。
- ゲームクリア後に、隠しキノピオの家を出現させることができるコースをプレイすると、スタート地点にコインカウンターが出現。叩くと、隠しキノピオの家を出現させるための残りのコイン数が画面下に表示されるため、あと何枚コインを取ればいいかが分かりやすくなった。
- ワールド3の日本列島のような形の島に小島が1つ追加された。この小島は日本の佐渡島に当たる位置に存在する。
- ワールド4のマップ画面にいるヒマンブロスのグラフィックが独自のものになった。
- 本来はワールド7クリア後に届くクッパからの手紙が、ワープゾーン経由で直接ワールド8に行った時（初回のみ）にも読まれるようになった。
- ワールド8で1つ目のマップの戦艦ステージをクリアした後に行ける土管から2つ目のマップに行った時、ピーチ姫が悲鳴をあげながら連れ去られる描写が追加された（初回のみ。また、操作キャラがマリオかルイージかで若干違う）。
- Pスイッチの仕様変更
  - SFC版まではPスイッチを押した後、効果が切れてもスイッチが押された状態で残っていたが、今作では『スーパーマリオワールド』と同じように押した後すぐに消滅するようになった。
  - 『スーパーマリオワールド』と同じようにPスイッチでレンガブロックから変化したコインが回転するようになった。
  - Pスイッチを押すと、SFC版までは中身が入っているレンガブロックも見かけがコインに変化（ただし取ることはできず、上に乗れる）したが、今作では見た目がレンガブロックのまま変化しなくなった。
- 特定のコースにある土管でボーナスステージ専用のBGMが追加された。
- クッパを倒した後のBGMが『スーパーマリオブラザーズ』、『スーパーマリオブラザーズ2』のアレンジバージョンとなった。
- キャラクターのグラフィックの変更
  - マリオとルイージの手のグラフィックが素手だったのが、『スーパーマリオワールド』以降と同じように白い手袋を装着したものになった。
  - キノピオの家やスペードパネルなどでのキノピオの顔のグラフィックに口の表情が追加された。
  - ピーチのグラフィックは、ファミコン版とコレクション版とは全く異なり、新規グラフィックに変更された。
- ワールドクリア時の画面が追加された（ここでセーブが可能）。なお、そのワールドを完全クリアした際はその旨が表示される。
- ゲームオーバー画面が新たに追加された。従来のゲームオーバー時のメニューの前に表示される（ゲームオーバーBGMもその時に流れる）[注釈 25]。
- ゲーム起動時のオープニングが追加された。
- ゲームクリア後でクリアしていないお城に初めて行くと、王様にコクッパが襲いかかるシーンが追加されている（それぞれ1回のみ見られる）。
- ゲームクリア後でクリアしているお城に行くと、お礼の挨拶のシーンが追加されている（完全クリアすると二度と見ることができない）。
- エンディングが少し変更され、ピーチのいる部屋はファミコン版を元にしたものに変更された。また、完全クリアした時のスタッフロールが追加したもので別BGMバージョンのエンディングが追加された（通常のエンディングは1回のみしか見られない）。
- 1回エンディングを見た後、完全クリアができるまでは再びクッパ城に入ることが出来ない。
- SFC版までは英語表記だったシステムメッセージについて、日本版ではほとんどがひらがなとカタカナの表記に変更された。ゴールで取得するカードは「パネル」に呼称が変わった。またワープゾーンの画面上部のメッセージも「ワールド9 ワープゾーン」という表記に変更された。これにより、表示が見やすくなった。
  - 日本国外版では各ステージのゴール時のメッセージが「YOU GOT A CARD」から「YOU GOT A PANEL」に変更、ピーチ救出後のメッセージも日本版に準じた内容のものに変更された[26]。

### 移植版
| No. | タイトル                                      | 発売日                                     | 対応機種        | 開発元 | 発売元 | メディア                            | 型式 | 備考                                         | 出典                 |
| --- | --------------------------------------------- | ------------------------------------------ | --------------- | ------ | ------ | ----------------------------------- | ---- | -------------------------------------------- | -------------------- |
| 1   | スーパーマリオアドバンス4                     | 2015年12月29日 2016年1月12日 2016年3月10日 | Wii U           | 任天堂 | 任天堂 | ダウンロード (バーチャルコンソール) | -    | -                                            | [ 27 ]               |
| 2   | ゲームボーイアドバンス Nintendo Switch Online | 2023年2月9日                               | Nintendo Switch | 任天堂 | 任天堂 | ダウンロード                        | -    | Joy-Con及びProコントローラのHD振動機能に対応 | [ 28 ] [ 29 ] [ 30 ] |

Wii Uバーチャルコンソール版・『ゲームボーイアドバンス Nintendo Switch Online』版はカードeリーダー+に対応していないが、ゲーム内のメニュー「コースカード」を選択することで、カードe+限定コース（全38コース・当時配信限定コースだったものも含む）を遊ぶことができる。原作では32+1コースまでしか保存できなかったが、これらのバージョンでは38コース全てを遊ぶことが可能。
なお、原作にあった「おたすけカード」と「おてほんカード」は収録されておらず、それらのカードによる一部の追加要素は遊ぶことができない。